# Chlor pentafluoride
Chlor pentafluoride là một hợp chất halogen vô cơ với công thức hóa học là ClF5. Khí không màu này là một chất oxy hóa mạnh, từng là chất oxy hóa được thử nghiệm trên tên lửa. Phân tử có cấu trúc hình chóp vuông với đối xứng C4v, được xác nhận bởi phổ NMR 19F có độ phân giải cao của nó. Nó được tổng hợp lần đầu tiên vào năm 1963.

## Điều chế
Một số nghiên cứu sớm nhất về việc điều chế đã được phân loại. Đầu tiên nó được điều chế bằng cách fluor hóa chlor trifluoride ở nhiệt độ cao và áp suất cao:
ClF3 + F2 → ClF5
ClF + 2F2 → ClF5
Cl2 + 5F2 → 2ClF5
CsClF4 + F2 → CsF + ClF5
NiF2 xúc tác phản ứng này.
Một số muối kim loại fluoride nhất định, MClF4 (hay KClF4, RbClF4, CsClF4), phản ứng với F2 để tạo ra ClF5 và muối kim loại kiềm fluoride tương ứng.

## Phản ứng
Trong một phản ứng tỏa ra nhiệt độ cao, ClF5 phản ứng với nước tạo ra chloryl fluoride và hydro fluoride:
ClF5 + 2H2O → ClO2F + 4HF
Nó cũng là một chất fluor hóa mạnh. Ở nhiệt độ phòng, nó phản ứng dễ dàng với tất cả các nguyên tố (kể cả các nguyên tố "trơ" như platin và vàng) ngoại trừ khí hiếm, nitơ, oxy và fluor.

## Sử dụng

### Thuốc phóng tên lửa
Chlor pentafluoride từng được coi là chất oxy hóa cho tên lửa. Là một chất đẩy, nó tương tự như ClF3, nhưng có xung lực đẩy riêng tối đa cao hơn. Tuy nhiên, do tính chất nguy hiểm của chlor pentafluoride, nó vẫn chưa được sử dụng trong hệ thống đẩy tên lửa với quy mô lớn.